# King-James-Only-Bewegung

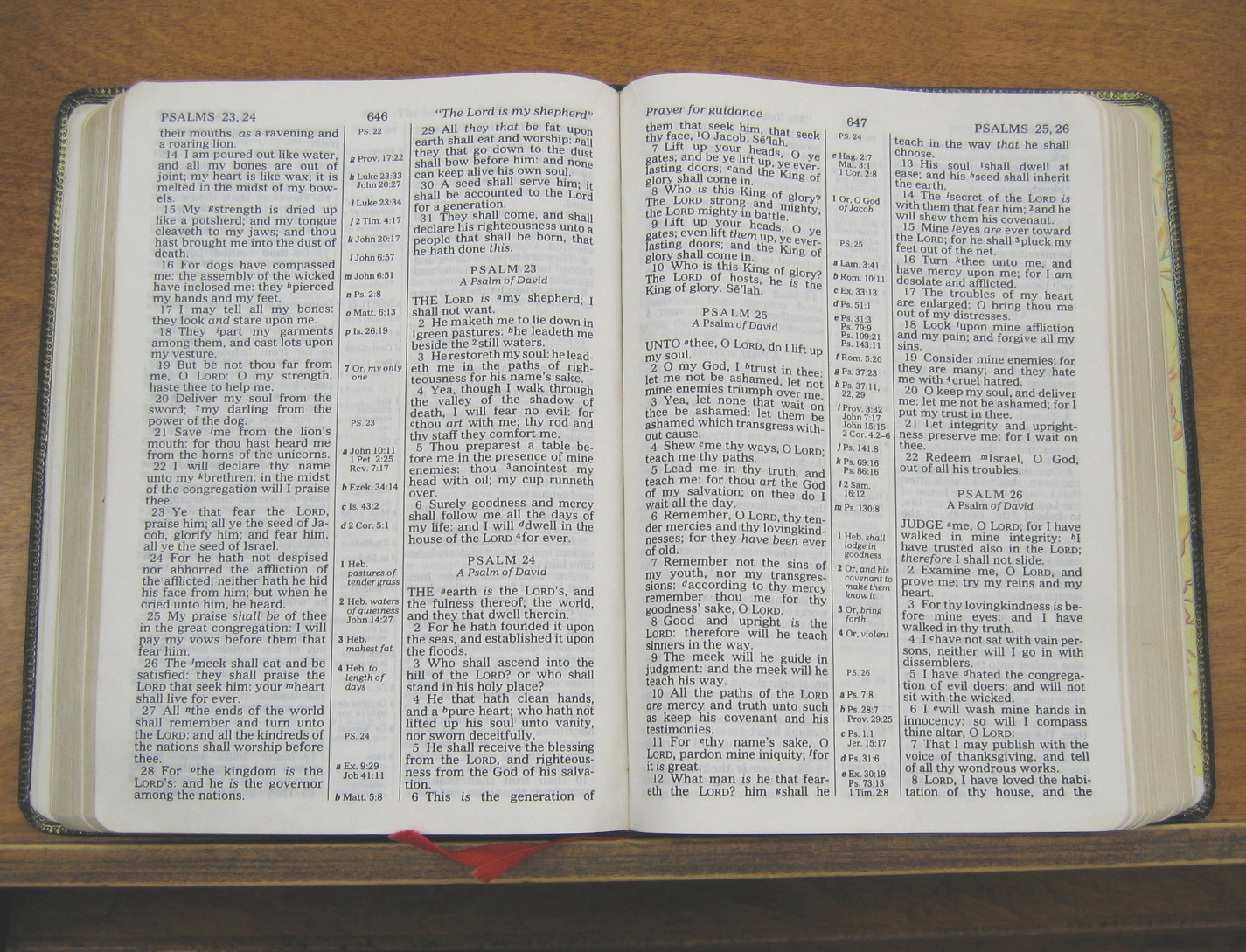
Im Buch der Psalmen aufgeschlagene King-James-Bibel

Die King-James-Only-Bewegung (King James Only Movement, auch King James Onlyism) ist eine Positionierung im englischsprachigen, insbesondere im amerikanischen Protestantismus, welche die King-James-Bibel aus unterschiedlichen Gründen für die beste oder einzig richtige englische Bibel hält.

## Ausprägungen

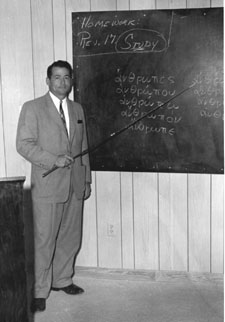
Peter S. Ruckman

Mit dem baptistischen Theologen James R. White lassen sich fünf Ausprägungen der King-James-Only-Bewegung unterscheiden:
1. Die King-James-Bibel mit ihrer vielfältigen Rezeption in der englischen und amerikanischen Literatur ist ästhetisch einfach ansprechender als moderne Übersetzungen.
2. Der Textus receptus des Neuen Testaments, der den Übersetzern der King-James-Bibel vorlag, ist vertrauenswürdiger als die Majuskelhandschriften und Papyri, die modernen kritischen Editionen (The New Testament in the Original Greek, Novum Testamentum Graece, Greek New Testament) zugrunde gelegt wurden. Prinzipiell wären auf Grundlage des Textus receptus angefertigte moderne Übersetzungen aber ebenso akzeptabel wie die King-James-Bibel.
3. Gottes Vorsehung hat den Textus receptus durch die Jahrhunderte unverfälscht bewahrt.
4. Die Übersetzungsentscheidungen der King-James-Bibel kamen mit dem Beistand des Heiligen Geistes zustande. Der hebräische und griechische Urtext kann daher auf Grundlage der King-James-Übersetzung interpretiert werden, oder umgekehrt: der Bedeutungsumfang eines hebräischen oder griechischen Worts und die Kenntnis dieser Sprachen ist uninteressant, weil der englische Text genügt.
5. Die King-James-Bibel selbst ist eine „weitergeführte Offenbarung“ (advanced revelation) Gottes. Diese extreme Steigerung der King-James-Only-Bewegung wurde von dem sehr konfrontativ auftretenden Peter S. Ruckman (1921–2016), dem Leiter des Pensacola Bible Institute, vertreten; für seine Anhänger (Ruckmanites) ist er eine prophetische Figur. Als Feindbild machte Ruckman die Anhänger eines „alexandrinischen Kults“ aus; dazu gehörten Origenes, die Übersetzer der Septuaginta, die Vertreter des alexandrinischen Texttyps und jeder, der sich an ihnen orientierte.[2]

## Geschichte
„Als identifizierbare Entität ist die King-James-Only-Bewegung relativ jung, mit überwältigender Mehrheit baptistisch und durch und durch amerikanisch.“ Seit der frühen Geschichte der Vereinigten Staaten spielte die King-James-Bibel in Gestalt der Authorized Version eine wichtige Rolle im öffentlichen Leben und erlebte im 19. Jahrhundert einen Höhepunkt ihrer Bekanntheit und Popularität. Gleichzeitig war sie aufgrund der Bestimmungen des Konzils von Trient für Katholiken, die ihre Wurzeln meist in Irland oder Deutschland hatten, nicht akzeptabel. Die Benutzung der Douay-Rheims-Bibel wurde zum konfessionellen Marker des amerikanischen Katholizismus. Um die Frage, welche der beiden Bibeln in öffentlichen Schulen verwendet werden sollte, wurde erbittert gerungen; das Ergebnis war die Entfernung obligatorischer Bibellesungen aus den Schul-Curricula – die King-James-Bibel musste damit eine erste Einbuße ihrer Präsenz hinnehmen.
Der nächste Rückschlag für die King-James-Bibel kam durch Konkurrenz auf dem Büchermarkt. Die English Revised Version der King-James-Bibel (Neues Testament 1881, Altes Testament 1885) verkaufte sich in den Vereinigten Staaten schlecht, weshalb besonders auf den amerikanischen Leser zugeschnittene Revisionen auf den Markt kamen: American Standard Version (1901), Revised Standard Version (1947) und schließlich die betont ökumenische New Revised Standard Version (1971), die bei Evangelikalen auf Ablehnung stieß. Die New International Version von 1973 dagegen war eine Bibel mit deutlich protestantischem Profil, welche die Erkenntnisse der Bibelwissenschaften nutzte und eine gute Verständlichkeit bei Lesern anstrebte, die nicht mit der King-James-Bibel sozialisiert worden waren. Sie wurde ein großer Verkaufserfolg. Der Trend zur Bibel für jeden Geschmack verstärkte sich seit den 1980er Jahren; besondere Bedeutung erlangten folgende Übersetzungen:
- New Century Version (1987): die Bibelübersetzung, die Thomas Nelsons populären Bibelstudien-Materialien Revolve und Refuel zugrunde liegt;
- Contemporary English Version (1995): die von der American Bible Society weltweit vermarktete Bibelausgabe;
- New Living Bible (1996): von Tyndale Publishers insbesondere in den nicht-denominationellen Megakirchen beworbene Bibel;
- Holman Christian Standard Bible (2004): eine besonders mit den Southern Baptists verbundene Übersetzung;
- New English Translation / NET Bible (2005): vom Dallas Theological Seminary entwickelte, dem Internet angepasste Übersetzung für eine internationale Leserschaft.

Der biblische Büchermarkt brachte außerdem Nischen-Bibeln hervor, die in ihrer Aufmachung, ihren Fußnoten und Beigaben eine bestimmte Leserschaft anzusprechen versuchten, oft mit höchst subjektiven und untereinander auch nicht kompatiblen Interpretationen, etwa: Bibeln für Ehepaare, für Polizisten, für vielbeschäftigte Mütter.

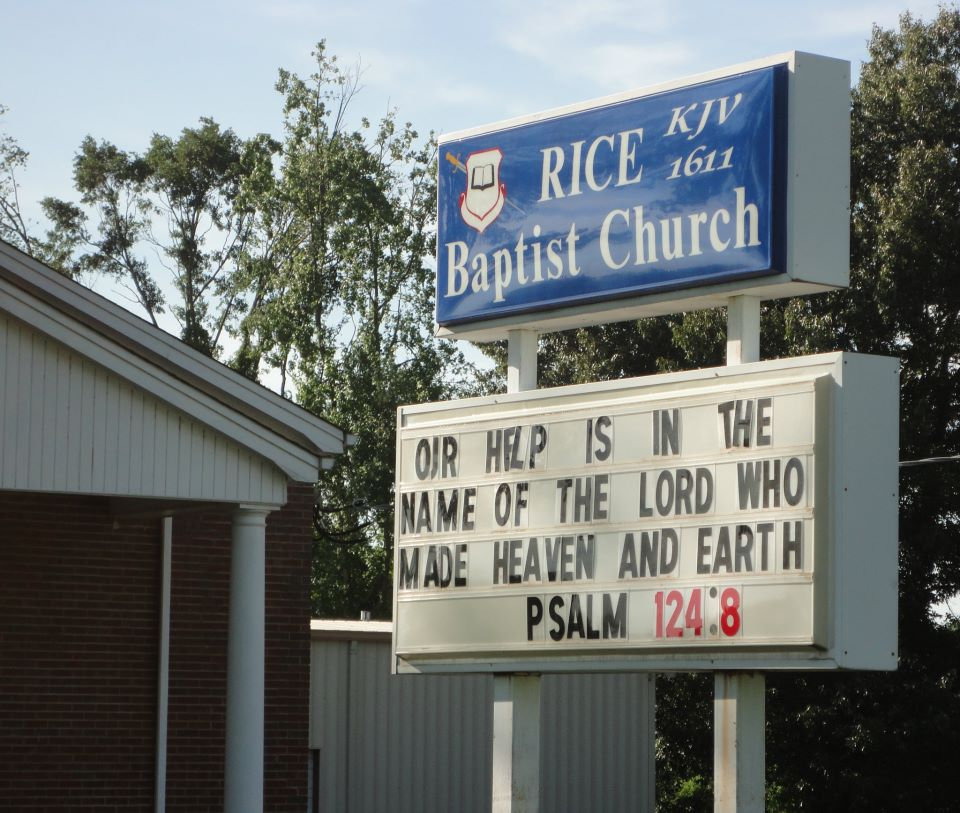
Schild einer baptistischen Gemeinde in Alabama mit dem Hinweis: KJV 1611

Im konservativen evangelikalen Spektrum, insbesondere bei den Independent Baptists, setzte angesichts der Bibeln für jeden Geschmack eine Gegenbewegung ein, die an der King-James-Bibel festhielt und diese Präferenz teilweise sogar zum Merkmal des wahren Glaubens aufwertete. Aus Sicht des King-James-Only-Lagers gefährdete das Angebot an verschiedenen modernen Bibeln mit ihren unterschiedlichen Formulierungen das Schriftprinzip. Demnach kann ein biblischer Satz nicht so oder auch anders übersetzt werden; er wurde nur in einer Weise gültig übersetzt, und das heilige Buch des Biblizismus liegt in Gestalt der King-James-Bibel materiell und objektiv gesichert vor.
Als Auftakt der King-James-Only-Bewegung gilt das Werk des Siebenten-Tags-Adventisten Benjamin G. Wilkinson: Our Authorized Bible Vindicated (1930). Die nächsten Publikationen stammten aus der Feder baptistischer Theologen: Jasper James Ray, God Wrote Only One Bible (1955), und Peter Ruckman, The Bible “Babel” (1964). Aber erst als Reaktion auf die kulturellen Veränderungen der 1970er und 1980er Jahre bekam das Thema Schub. Gail Anne Riplinger veröffentlichte 1993 den Bestseller New Age Bible Versions, in dem sie die bekannten Argumente der King-James-Bibel-Befürworter wiederholte und Brian C. Wilson zufolge „eine kräftige Dosis verschwörungstheoretischen Denkens hinzugab. Sie vereinte darin liberale Christen, Katholiken und New-Age-Anhänger zu einem satanischen Bündnis, welches das Wort Gottes unterminieren wolle.“
Der Streit der King-James-Only-Bewegung mit evangelischen Christen, die andere Bibelübersetzungen verwenden, geht meist um einzelne Verse und Formulierungen des Neuen Testaments, beispielsweise um das in der King-James-Bibel enthaltene Comma Johanneum als Schriftbeweis für die Trinitätslehre. Umstritten ist insbesondere die Übersetzung von 1 Tim 3,16 : Im Textus receptus ist das eine klare Aussage zur Gottheit Christi, die in modernen kritischen Editionen des griechischen Neuen Testaments anders klingt. Das lässt sich sowohl am Vergleich der alten und der revidierten Lutherbibel als auch am Vergleich von King-James-Bibel und New International Version zeigen: 
| Übersetzung               | 1 Tim 3,16 Grundlage: Textus receptus | Grundlage: Novum Testamentum Graece / Greek New Testament |
| ------------------------- | --- | --- |
| Lutherbibel 1912          | Und kündlich groß ist das gottselige Geheimnis: Gott ist offenbart im Fleisch, gerechtfertigt im Geist, erschienen den Engeln, gepredigt den Heiden, geglaubt von der Welt, aufgenommen in die Herrlichkeit.     | |
| Lutherbibel 2017          | | Und groß ist, wie jedermann bekennen muss, das Geheimnis des Glaubens: Er [Fußnote: Christus] ist offenbart im Fleisch, gerechtfertigt im Geist, erschienen den Engeln, gepredigt den Heiden, geglaubt in der Welt, aufgenommen in die Herrlichkeit. |
| King James Version        | And without controversy great is the mystery of godliness: God was manifest in the flesh, justified in the Spirit, seen of angels, preached unto the Gentiles, believed on in the world, received up into glory. | |
| New International Version | | Beyond all question, the mystery from which true godliness springs is great: He appeared in the flesh, was vindicated by the Spirit, was seen by angels, was preached among the nations, was believed on in the world, was taken up in glory.        |